# Christer Skoog
Nils-Christer Valde Skoog, född 25 mars 1945 i Sölvesborgs stadsförsamling, Blekinge län, död 13 november 2023, var en svensk politiker (socialdemokrat) som var ordinarie riksdagsledamot 1988–2006. Han kommer från Blekinge län. Christer Skoog var därefter landstingsledamot i Landstinget Blekinge.
Skoog har varit ordförande i Sölvesborgs Arbetarekommun och ledamot av distriktsstyrelsen i Blekinge partidistrikt.
Skoog har varit plåtslagare.